# Große Brücke Danyang–Kunshan
Die Große Brücke Danyang–Kunshan (chinesisch 丹昆特大橋 / 丹昆特大桥, Pinyin Dānyáng-Kūnshān dà qiáo) ist ein 164,8 km langes Eisenbahnviadukt der Schnellfahrstrecke Peking–Shanghai. Die größtenteils aus Fertigteilen gebaute Brücke ist die längste Brücke der Welt.

## Geschichte
Die Hochgeschwindigkeitsstrecke wurde auf einer Brücke verlegt, um in dem dicht besiedelten Gebiet weniger Land zu verbrauchen und um die Bauzeit der Strecke zu verkürzen. Im Gegensatz zu einer bodengebundenen Bahnstrecke benötigt die Brücke pro Streckenkilometer statt 28,4 Hektar nur 10,9 Hektar Land. Die Verwendung von einheitlichen Fertigteilen verringert den Planungsaufwand und erlaubt eine effiziente Fertigung.
Die Bauzeit betrug vier Jahre, wobei zeitweise über zehntausend Beschäftigte auf der Baustelle tätig waren. Die ersten der über zweitausend Pfeiler wurden am 7. April 2008 gegossen. Die Hohlkastenträger wurden in vier Produktionsanlagen entlang der Strecke erstellt, auf dem bereits gebauten Brückenteil zur Einbaustelle gebracht und dort von einem Spezialkran auf die Pfeiler gesetzt. Jede Produktionsanlage stellte zeitweise mehr als zwei Träger pro Tag fertig. Am 24. Mai 2009 wurde der letzte Hohlkastenträger eingesetzt. Die Gleisverlegearbeiten waren am 6. November 2010 abgeschlossen und der Betrieb auf der Hochgeschwindigkeitsstrecke konnte am 30. Juni 2011 aufgenommen werden. Die Baukosten betrugen 8,5 Milliarden US-Dollar.

## Bauwerk
Die Brücke befindet sich zwischen Shanghai und Nanjing im Osten von China, in der Provinz Jiangsu. Sie führt die Schnellfahrstrecke als aufgeständerte Trasse größtenteils über Land, außer bei Suzhou, wo sie Teile des Yangcheng-Sees überquert. Auf der Brücke befinden sich die Bahnhöfe Danyang Nord, Changzhou Nord, Wuxi Ost, Suzhou Nord und Kunshan Süd. Die Brücke besteht aus 32 Meter langen Hohlkastenträgern und einigen längeren Bauteilen, welche zur Überbrückung von Straßen, Bahnlinien oder Gewässern eingesetzt wurden. 